# Minami-Kyūshū-Autobahn
Die Minami-Kyūshū-Autobahn (jap. 南九州自動車道 Minami-Kyūshū Jidōshadō, „Süd-Kyūshū-Autobahn“), Nummer E3A, ist eine noch nicht vollendete Autobahn im Südwesten der südwestlichen japanischen Hauptinsel Kyūshū. Ihre geplante Gesamtlänge beträgt 140 km. Sie zweigt am Autobahndreieck Yatsushiro von der Kyūshū-Autobahn ab und führt entlang der Westküste Kyūshūs. Sie bietet den Städten Minamata und Satsumasendai Anschluss an das japanische Autobahnnetz. Sie folgt dem Verlauf der Nationalstraße 3 und trifft an der Anschlussstelle Kagoshima wieder auf die Kyūshū-Autobahn, wo beide enden.
Die Minami-Kyūshū-Autobahn wird von der westjapanischen Autobahnbetreibergesellschaft Nishi-Nihon Kōsokudōro K.K. (engl. West Nippon Expressway Co., Ltd., NEXCO) betrieben.